# 直茎蒿
直茎蒿（学名：Artemisia edgeworthii）是菊科蒿属的植物。分布于克什米尔、锡金印度、尼泊尔以及中国大陆的甘肃、四川、新疆、青海、西藏、云南等地，生长于海拔2,200米至4,700米的地区，多生于河滩、林缘、路旁、荒地、干山坡及灌丛等地，目前尚未由人工引种栽培。

## 别名
劲直蒿（青海），“察尔汪”（藏语名）

## 异名
- Artemisia edgeworthii Balakr. var. diffusa (Pamp.) Ling et Y. R. Ling
- Artemisia stricta Edgew.